# Оносма многолистная
Оно́сма многоли́стная (лат. Onosma polyphylla) — вид цветковых растений рода Оносма (Onosma) семейства Бурачниковые (Boraginaceae).

## Ботаническое описание
Многолетнее травянистое растение высотой 15—30 см. Листья зелёные, покрыты белошелковистым опушением. Цветки ярко-жёлтые. Размножается семенами, но их всхожесть невысока.

## Распространение и местообитание
Редкий вид, в дикой природе произрастает около Новороссийска в Краснодарском крае и горах Крыма.
Растёт на каменистых известняковых склонах и скалистых местах на высоте 100—1000 м над уровнем моря.

## Охранный статус
Редкий вид. Занесена в Красную книгу Российской Федерации. Вымирает из-за антропогенного воздействия и приуроченности к узкой экологической нише.

## Хозяйственное значение и применение
Выращивается в культуре как декоративное садовое растение.